# 米特

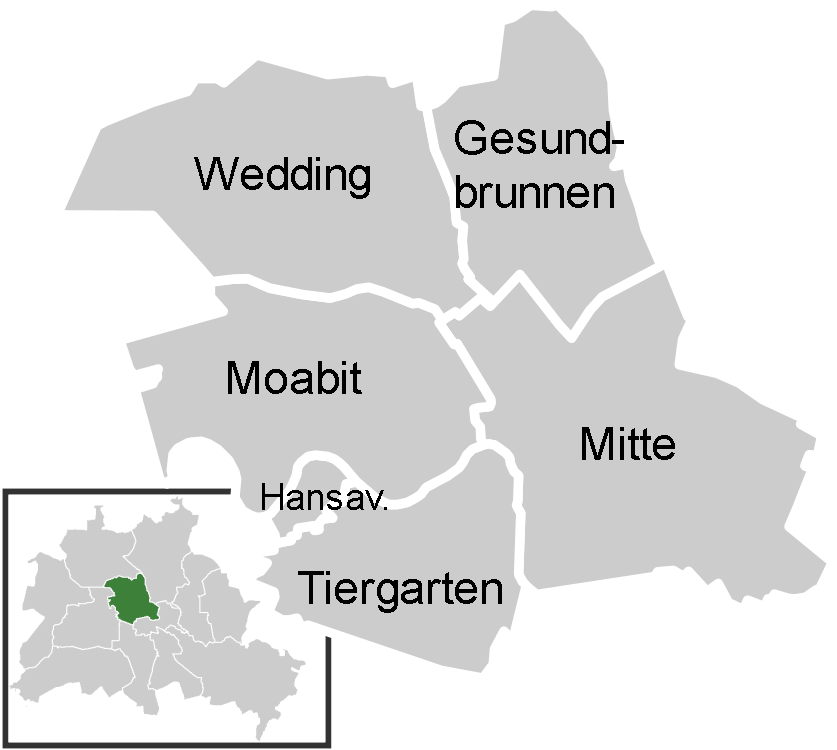
Mitte's localities

米特（德語：[ˈmɪtə] ⓘ）是德国首都柏林的第一區，也是该市最中心的一个区。米特在德语中即“中部”之意。米特区是柏林的历史核心区，包括柏林最重要的一些旅游名胜，如博物馆岛、勃兰登堡门、菩提树下大街和德国国会大厦等，其中大部分曾经属于东柏林。
2001年，柏林的行政区进行了改组。过去的米特区，完全位于从前的东柏林范围内，与从前属于西柏林的威丁（Wedding）和蒂尔加滕合并，组成新的米特区。

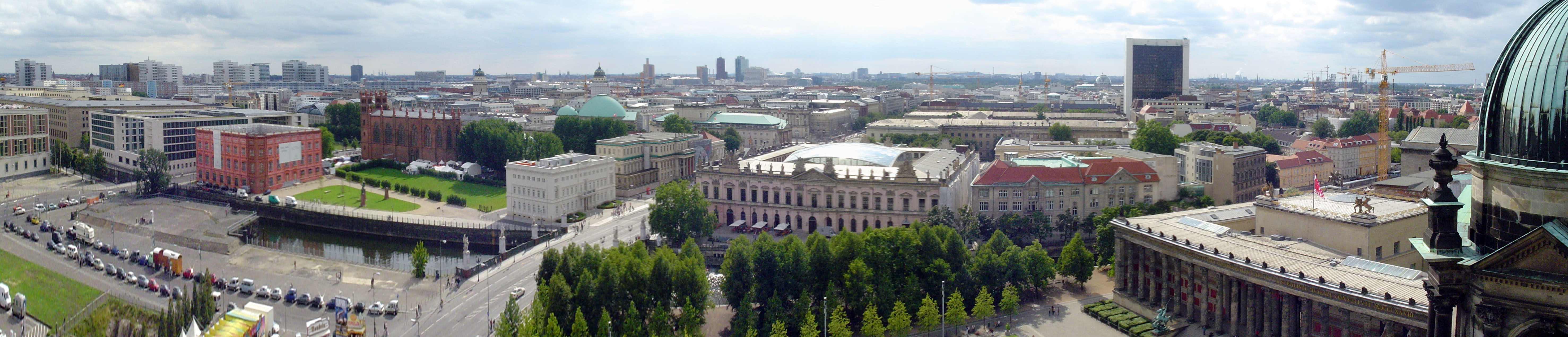
米特区

## 下轄分區
新的米特区下设6个分区： 
- 米特（Mitte）
- 莫阿比特（Moabit）
- 汉萨菲特尔（Hansaviertel）
- 蒂尔加滕（Tiergarten）
- 威丁（Wedding）
- 格孙德布伦嫩（Gesundbrunnen）

## 友好城市
- 日本大阪府東大阪市（1959年）
- 以色列霍倫（1970年）
- 德国博特罗普（1983年）
- 施瓦尔姆-埃德尔县（1992年）
- 日本東京都新宿区（1994年）
- 日本津和野町（1995年）
- 法国图尔宽（1995年）
- 匈牙利布达佩斯VI. kerület (Terézváros)（2005年）
- 俄罗斯莫斯科中央區（2006年）